# 旧弗雷斯诺
旧弗雷斯诺（西班牙語：Fresno el Viejo）是西班牙卡斯蒂利亚-莱昂巴利亚多利德省的一个市镇。总面积65平方公里，2001年普查人口總數為1219人，人口密度為每平方公里19人。